# سوق العصر

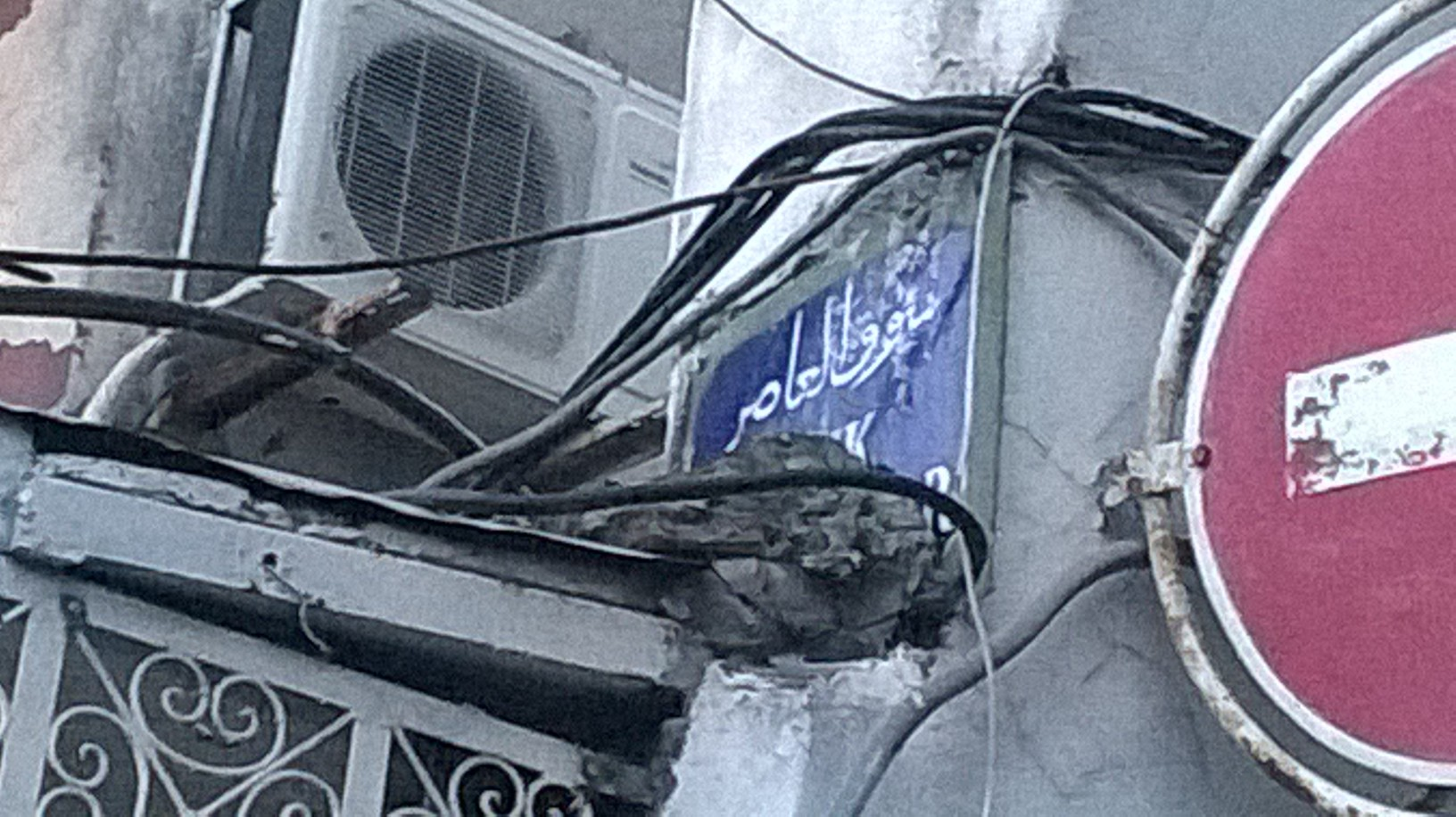
لوحة جدارية لسوق العصر

سوق العصر هو أحد أسواق تونس عرف ببيعه للأنتيكا والخردة، وحرفاؤه عادة من الطبقة الوسطى والفقيرة بسبب رخص أسعاره.

## الموقع
يقع سوق العصر وراء باب القرجاني الذي هو أحد أبواب مدينة تونس العتيقة وتحيط به ثلاثة من أفقر الأحياء في العاصمة ألا وهي الملاسين، وحي هلال وسيدة المنوبية. ولعله لهذا السبب انتصب السوق بهذه المنطقة حيث يعرض بضائع مستعملة وزهيدة الثمن.

## تاريخ سوق العصر
لم يكن سوق العصر موجودا قبل الفترة الحسينية (1705-1957) على خلافا لعدد آخر من أسواق مدينة تونس كانت قد ظهرت في العهد الحفصي (1228-1537). وهو عبارة عن سوق صغيرة تعرض سلعها بين صلاتي الظهر المغرب، ومن هنا جاءت تسميته بسوق العصر.

## المنتوجات
لا يوجد بسوق العصر إلا الأشياء القديمة مثل الأواني المنزلية والتحف النادرة، والسوق مليء بالقطع التي يمكن أن تكون مفيدة ونادرة وقد لا تجدها في أي مكان آخر.